# Фондовий ризик
Фондовий ризик — ризик збитків внаслідок несприятливої зміни ринкових котировок цінних паперів та похідних фінансових інструментів під впливом факторів, пов'язаних як з емітентом цінних паперів та похідних фінансових інструментів, так і з загальними коливаннями ринкових цін на фінансові інструменти.